# Антоніо Бальдельйоу-Естева
Антоніо Бальдельйоу-Естева (ісп. Antonio Baldellou-Esteva; нар. 8 листопада 1981) — колишній іспанський тенісист.
Найвищу одиночну позицію світового рейтингу — 431 місце досяг 16 вересня 2002, парну — 240 місце — 21 березня 2005 року.

## Титули Челленджер/Ф'ючерс
| Легенда         |
| --------------- |
| ITF Ф'ючерс (2) |

### Одиночний розряд
| Ранг | Дата     | Турнір                 | Рівень  | Покриття | Суперник                | Рахунок  |
| ---- | -------- | ---------------------- | ------- | -------- | ----------------------- | -------- |
| 1.   | Жов 2004 | Іспанія F28, Барселона | Ф'ючерс | Ґрунт    | Марк Форнель Местрес    | 6–2, 7–5 |
| 2.   | Бер 2007 | Іспанія F11, Сабадель  | Ф'ючерс | Ґрунт    | Бартоломе Сальва Відаль | 6–3, 6–3 |

### Парний розряд
| Легенда            |
| ------------------ |
| ATP Челленджер (1) |
| ITF Ф'ючерс (16)   |

| Ранг | Дата     | Турнір                            | Рівень     | Покриття | Партнер                  | Суперники                                       | Рахунок              |
| ---- | -------- | --------------------------------- | ---------- | -------- | ------------------------ | ----------------------------------------------- | -------------------- |
| 1.   | Вер 2001 | Іспанія F12, Барселона            | Ф'ючерс    | Ґрунт    | Оскар Ернандес           | Хоан Хіменес-Герра Хуан Хінер                   | 3–6, 6–3, 7–6(6)     |
| 2.   | Чер 2004 | Словенія F2, Марибор              | Ф'ючерс    | Ґрунт    | Херман Пуентес           | Грега Жемля Рок Ярць                            | 6–2, 6–1             |
| 3.   | Чер 2004 | Словенія F3, Копер (Словенія)     | Ф'ючерс    | Ґрунт    | Херман Пуентес           | Їржі Венкль Філіп Полашек                       | 6–2, 7–5             |
| 4.   | Лип 2004 | Іспанія F13, Аліканте             | Ф'ючерс    | Ґрунт    | Херман Пуентес           | Ферран Вентура-Мартель Маріано Альберт-Феррандо | 6–2, 6–7(5), 6–1     |
| 5.   | Лип 2004 | Іспанія F16, Денія                | Ф'ючерс    | Ґрунт    | Херман Пуентес           | Алехандро Варгас-Абой Бернат Мас-Авельянеда     | 7–6(10), 6–7(4), 6–1 |
| 6.   | Сер 2004 | Іспанія F21, Ов'єдо               | Ф'ючерс    | Ґрунт    | Херман Пуентес           | Ектор Руїс-Каденас Давід Марреро                | 6–4, 6–0             |
| 7.   | Вер 2004 | Угорщина F5, Будапешт             | Ф'ючерс    | Ґрунт    | Херман Пуентес           | Філіп Полашек Даніель Люстіг                    | 7–5, 3–6, 6–3        |
| 8.   | Лис 2004 | Іспанія F30, Сан-Кугат-дал-Бальєс | Ф'ючерс    | Ґрунт    | Херман Пуентес           | Карлос Решак-Ітойс Данієль Омедес               | 7–6(5), 7–5          |
| 9.   | Січ 2005 | Іспанія F1, Мурсія                | Ф'ючерс    | Ґрунт    | Херман Пуентес           | Альберто Соріано Хорді Марсе-Відрі              | 6–4, 6–1             |
| 10.  | Лют 2005 | Іспанія F2, Мурсія                | Ф'ючерс    | Ґрунт    | Херман Пуентес           | Артем Сітак Жеральд Бремон                      | 6–3, 7–5             |
| 11.  | Жов 2005 | Іспанія F29, Барселона            | Ф'ючерс    | Ґрунт    | Херман Пуентес           | Габрієль Трухільйо Солер Давід Марреро          | 7–6(4), 6–4          |
| 12.  | Лис 2005 | Іспанія F34, Понтеведра           | Ф'ючерс    | Тверде   | Хорді Марсе-Відрі        | Ектор Руїс-Каденас Горка Фрайле                 | 6–3, 6–2             |
| 13.  | Тра 2006 | Іспанія F17, Маспаломас           | Ф'ючерс    | Ґрунт    | Маріано Альберт-Феррандо | Юй Сіньюань Хав'єр Рамос                        | 4–6, 6–2, 6–4        |
| 1.   | Сер 2006 | Kranj Challenger, Крань, Словенія | Челленджер | Ґрунт    | Ектор Руїс-Каденас       | Адріан Гарсія Дам'ян Патріарка                  | 0–6, 6–2, [10–7]     |
| 14.  | Лют 2007 | Іспанія F8, Тарраса               | Ф'ючерс    | Ґрунт    | Хуан Альберт Вілока      | Хорді Марсе-Відрі Марк Форнель Местрес          | 7–6(6), 2–6, 6–3     |
| 15.  | Бер 2007 | Іспанія F9, Сабадель              | Ф'ючерс    | Ґрунт    | Мігель Анхель Лопес Хаен | Маттія Ліврагі Фабіо Коланджело                 | 7–6(5), 6–0          |
| 16.  | Бер 2007 | Іспанія F11, Сабадель             | Ф'ючерс    | Ґрунт    | Хорді Марсе-Відрі        | Дідак Перес Серхі Дуран                         | 6–7, 6–4, 7–6        |